# Psectrotanypus dyari
Psectrotanypus dyari är en tvåvingeart som först beskrevs av Daniel William Coquillett 1902.  Psectrotanypus dyari ingår i släktet Psectrotanypus och familjen fjädermyggor. Inga underarter finns listade i Catalogue of Life.